# Quinarius

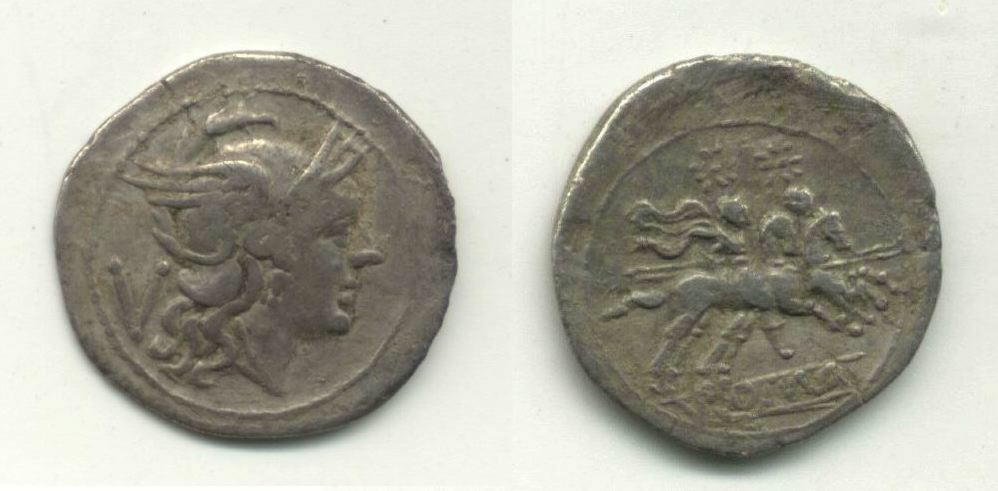
Republikański quinarius z oznaczeniem wartości V=5 asów na awersie (90 r. p.n.e.)

Quinarius, kwinar (łac. quinarius nummus) – srebrna moneta rzymska wprowadzona w czasach republiki jako równowartość pół denara.
Emisję zapoczątkowano w 211 p.n.e. wraz z denarem, jako jego podziałki o wartości 5 asów, na co miało wskazywać oznaczenie V umieszczane na awersie obok głowy bogini Romy w uskrzydlonym hełmie. Na rewersie republikański półdenar nosił wyobrażenie galopujących na koniach Dioskurów. Monetę o normatywnej wadze 2,275 g emitowano sporadycznie, a w 180 p.n.e. emisję całkiem wstrzymano i podjęto znów w 101 p.n.e., lecz ze zmienionym wyglądem i wartością odpowiadającą 8 asom. W okresie cesarstwa kwinar bardzo rzadko, jako moneta bilonowa, kursował jeszcze do schyłku III wieku n.e. (m.in. wśród monet Allektusa).
Odrębną jednostką (również nieczęsto wybijaną) był złoty quinarius (quinarius aureus), stanowiący połowę aureusa i tym samym odpowiadający wartości 12,5 denara.